# Bleptus
Bleptus is een geslacht van haften (Ephemeroptera) uit de familie Heptageniidae.

## Soorten
Het geslacht Bleptus omvat de volgende soorten:
- Bleptus fasciatus